# New Douglas (Illinois)
New Douglas es una villa ubicada en el condado de Madison en el estado estadounidense de Illinois. En el Censo de 2010 tenía una población de 319 habitantes y una densidad poblacional de 115,43 personas por km².

## Geografía
New Douglas se encuentra ubicada en las coordenadas 38°58′8″N 89°39′42″O / 38.96889, -89.66167. Según la Oficina del Censo de los Estados Unidos, New Douglas tiene una superficie total de 2.76 km², de la cual 2.76 km² corresponden a tierra firme y (0.19%) 0.01 km² es agua.

## Demografía
Según el censo de 2010, había 319 personas residiendo en New Douglas. La densidad de población era de 115,43 hab./km². De los 319 habitantes, New Douglas estaba compuesto por el 95.92% blancos, el 1.57% eran afroamericanos, el 0.31% eran amerindios, el 0% eran asiáticos, el 0% eran isleños del Pacífico, el 0.63% eran de otras razas y el 1.57% pertenecían a dos o más razas. Del total de la población el 1.57% eran hispanos o latinos de cualquier raza.